# Salem Saber Baiba
Salem Saber Baiba (* 19. März 1980) ist ein ehemaliger Leichtathlet aus den Vereinigten Arabischen Emiraten, der sich auf den Diskuswurf spezialisiert hat und auch im Speerwurf an den Start ging und bis heute in beiden Bewerben Inhaber des Landesrekordes ist.

## Sportliche Laufbahn
Erste internationale Erfahrungen sammelte Salem Saber Baiba vermutlich im Jahr 1999, als er bei den Juniorenasienmeisterschaften in Singapur mit einer Weite von 53,28 m die Silbermedaille im Diskuswurf gewann. Anschließend gewann er bei den Arabischen Meisterschaften in Beirut mit 56,26 m die Silbermedaille hinter dem Katarer Rashid Shafi al-Dosari. 2004 gewann er bei den Panarabischen Spielen in Algier mit 52,19 m die Bronzemedaille hinter dem Ägypter Omar Ahmed el-Ghazaly und Sultan Mubarak al-Dawoodi aus Saudi-Arabien. Im Jahr darauf belegte er bei den erstmals ausgetragenen Islamic Solidarity Games in Mekka mit 54,41 m den siebten Platz und 2007 belegte er bei den Arabischen Meisterschaften in Amman mit 51,74 m den achten Platz. 2010 belegte er bei den Westasienmeisterschaften in Aleppo mit 50,42 m den achten Platz und im Jahr darauf gelangte er bei den Arabischen Meisterschaften in al-Ain mit 51,07 m auf Rang sechs. 2012 klassierte er sich bei den Westasienmeisterschaften in Dubai mit 52,05 m auf dem siebten Platz und 2014 gelangte er bei den Asienspielen in Incheon mit 50,05 m auf Rang 13. 2017 bestritt er seinen letzten Wettkampf und beendete daraufhin seine aktive sportliche Karriere im Alter von 37 Jahren.

## Persönliche Bestleistungen
- Diskuswurf: 56,26 m, 24. Oktober 1999 in Beirut (emiratischer Rekord)
- Speerwurf: 65,26 m, 19. Juni 1999 in Meknès (emiratischer Rekord)